# La Grande-Motte
La Grande-Motte (okzitanisch La Mota Granda) ist eine Gemeinde mit 8.508 Einwohnern (Stand 1. Januar 2022) im Département Hérault in der Region Okzitanien.

## Geographie
La Grande-Motte liegt 25 Kilometer von Montpellier entfernt am Golfe du Lion (Mittelmeer). Die Stadt wird auch vom Canal du Rhône à Sète erschlossen.

## Bevölkerungsentwicklung
| Jahr                       | 1975 | 1982 | 1990 | 1999 | 2011 | 2017 |
| Einwohner                  | 2165 | 3939 | 5016 | 6458 | 8488 | 8820 |
| Quellen: Cassini und INSEE |      |      |      |      |      |      |

## Geschichte
Das derzeitige Territorium von La Grande-Motte ist ein alter Teil der Gemeinde Mauguio. Der Boden des Ortes besteht einerseits aus früheren Weinbergen, die wegen ihrer geringen Ertragskraft 1956 und 1958 durch eine Baumschule ersetzt wurden, und andererseits aus altem Sumpfland, welches als Weidefläche für eine Manade („Stierfarm“) diente. 
Ab den 1960er-Jahren entstand im Rahmen der Mission Racine aus dem Nichts der Touristenort La Grande-Motte mit Yachthafen, Ferienwohnungen und Campingplätzen. Die Zielsetzung bestand darin, Touristenströme von den spanischen Badeorten hierhin umzuleiten. Die Gründung als selbständige Gemeinde fand am 1. Oktober 1974 statt.
Wahrzeichen der Stadt sind die von Architekt Jean Balladur geschaffenen „Pyramiden“, terrassenförmig angelegte Hochhäuser nach dem Vorbild aztekischer Stufenpyramiden, die größtenteils als Ferienwohnungen genutzt werden, sowie der Point Zéro („Nullpunkt“), der auf Meereshöhe (0 m) liegt und gleichzeitig Punkt der Stadtgründung ist.
Ein Schüler Jean Balladurs entwarf den Ortsteil Motte du Couchant, dessen Wohnanlagen durch die Verwendung runder Formen und geschwungener Silhouetten auffallen.

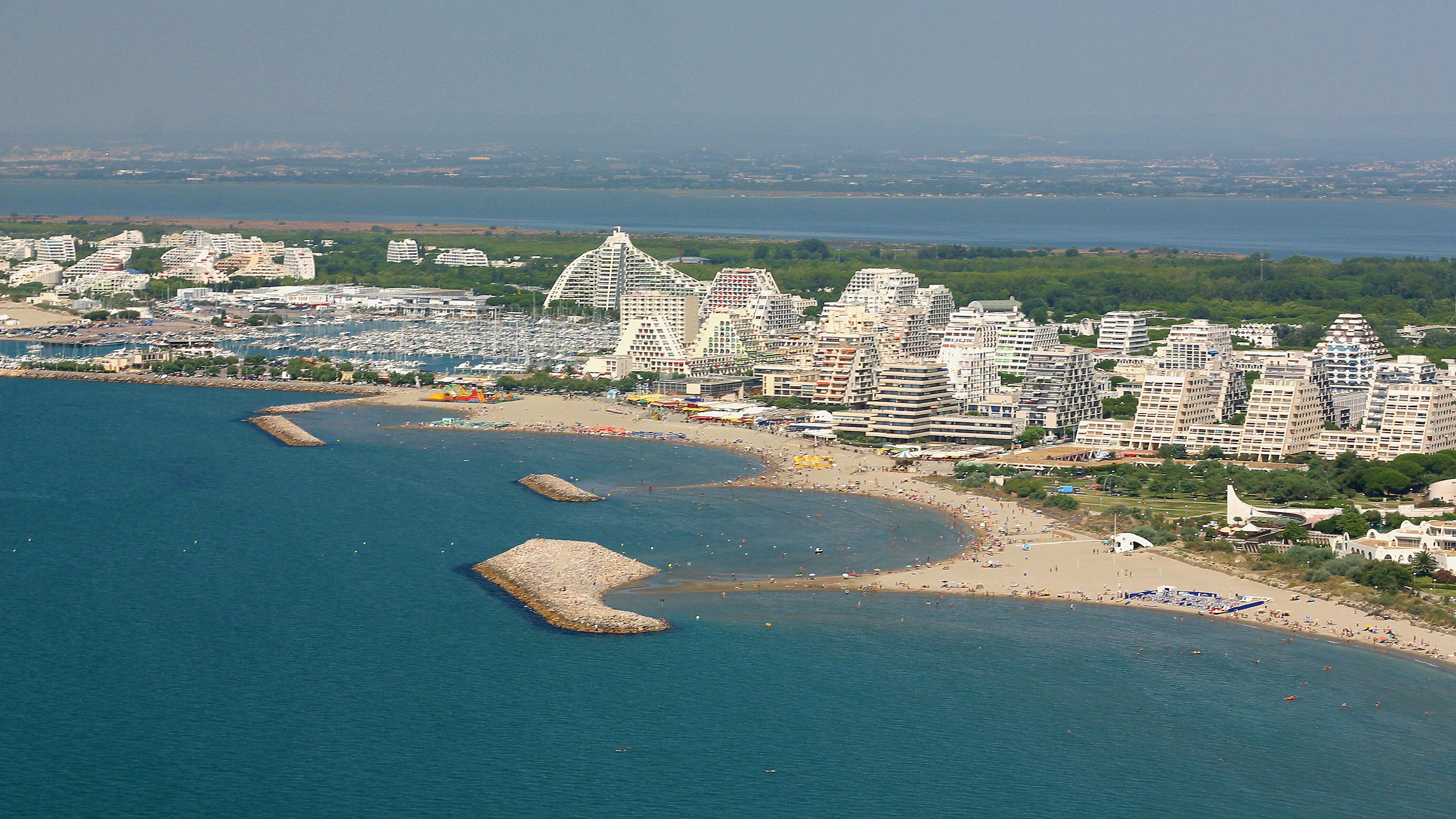
Der Ort mit seinem Strand von oben
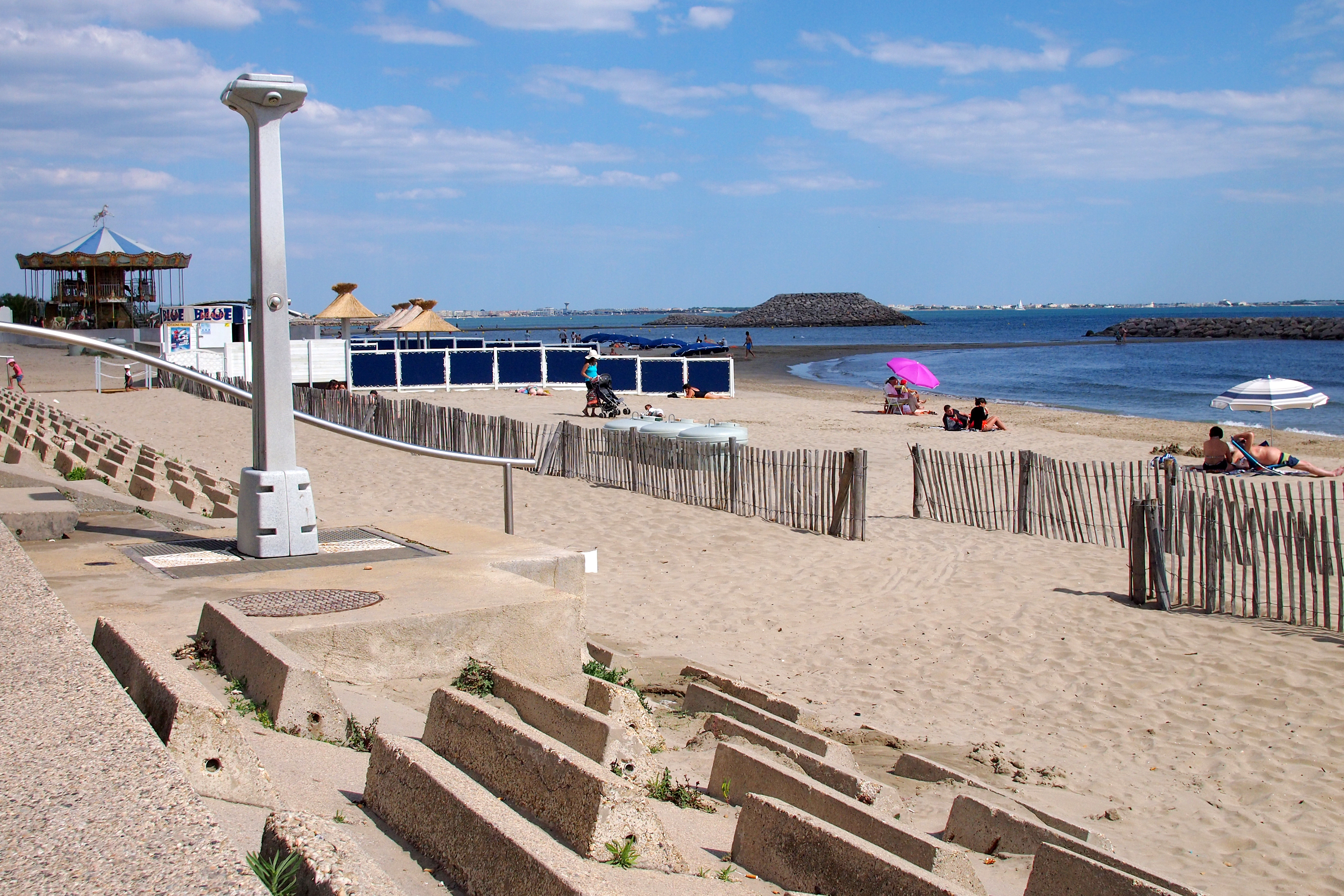
Strand
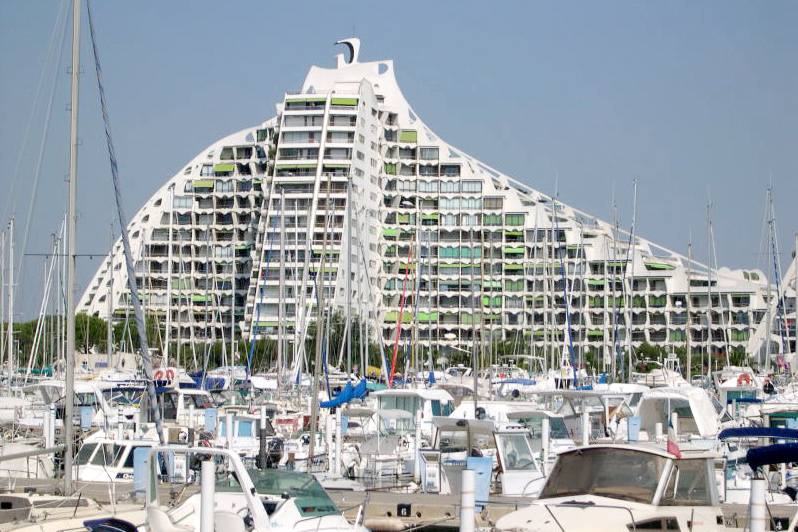
„Große Pyramide“
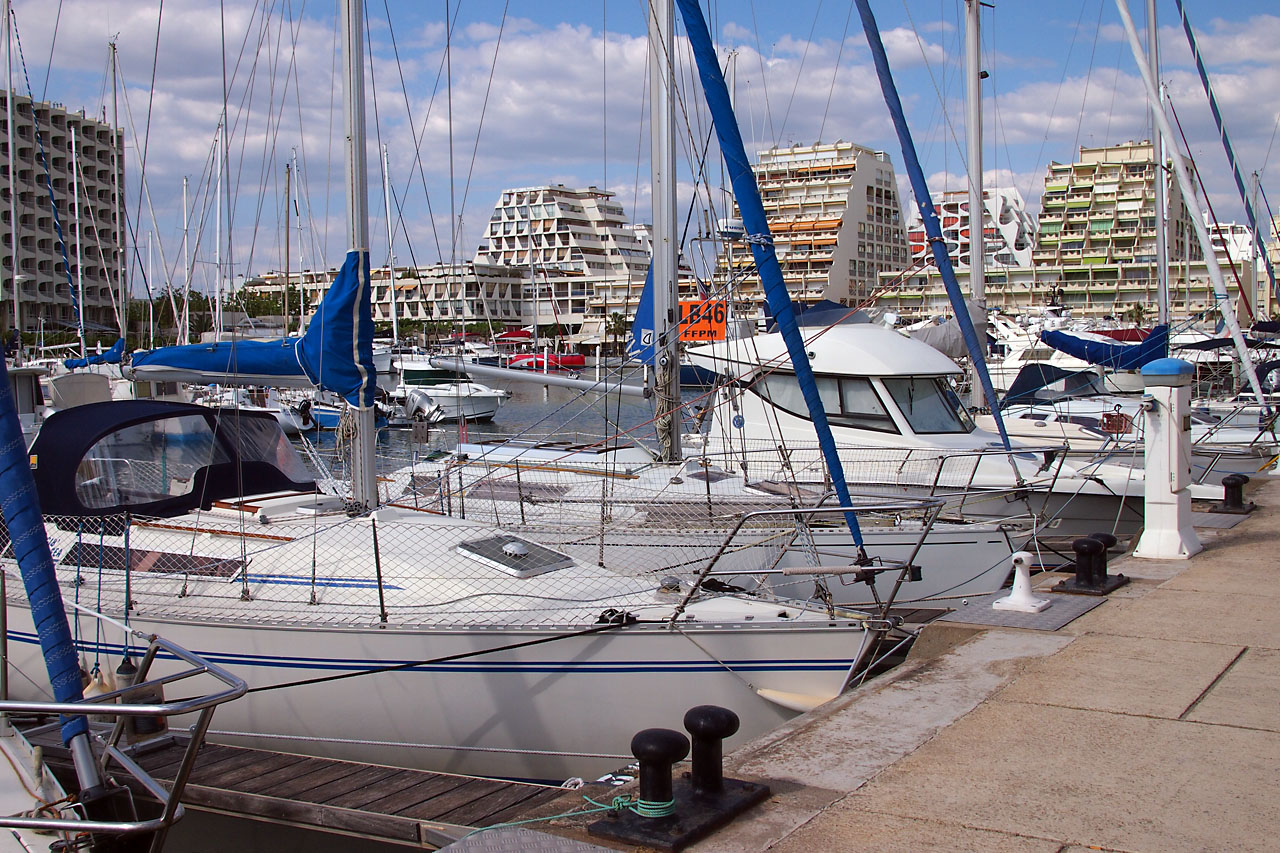
Yachthafen